# Llista de monuments del Moianès
Llista de monuments del Moianès inclosos en l'Inventari del Patrimoni Arquitectònic Català per la comarca del Moianès. Inclou els inscrits en el Registre de Béns Culturals d'Interès Nacional (BCIN) amb la classificació de monuments històrics, els Béns Culturals d'Interès Local (BCIL) de caràcter immoble i la resta de béns arquitectònics integrants del patrimoni cultural català.

## Calders
| Monument                                                            | Protecció   | Estil/època                            | Localització                                         | Coordenades                                          | Codi?         | Imatge |
| ------------------------------------------------------------------- | ----------- | -------------------------------------- | ---------------------------------------------------- | ---------------------------------------------------- | ------------- | --- |
| Castell de Calders                                                  | BCIN 575-MH | Obra popular XII-XIII                  | Calders                                              | 41° 46′ 50″ N, 1° 59′ 35″ E / 41.780511°N,1.992947°E | RI-51-0005221 | Castell de Calders · Vegeu més fotos d'aquest monument · Carregueu una nova foto d'aquest monument                                      |
| Mas Cal Serra                                                       | BCIL 2012   | Obra popular Medieval, XVIII-XIX       | Calders C. Manresa, 46                               | 41° 47′ 18″ N, 1° 59′ 26″ E / 41.788395°N,1.990581°E | IPA-16297     | Mas Cal Serra (Calders) · Vegeu més fotos d'aquest monument · Carregueu una nova foto d'aquest monument                                 |
| Colònia del Manganell, o Colònia Jorba                              | BCIL 2012   | Obra popular XX Inici                  | Calders                                              | 41° 45′ 32″ N, 1° 56′ 07″ E / 41.758904°N,1.935397°E | IPA-16298     | Colònia del Manganell (Calders) · Vegeu més fotos d'aquest monument · Carregueu una nova foto d'aquest monument                         |
| El Forn de calç                                                     | BCIL 2008   | Obra popular XIX-XX                    | Calders A 5 km del poble de Calders                  | 41° 46′ 44″ N, 1° 56′ 43″ E / 41.778971°N,1.945148°E | IPA-16299     | El Forn de calç (Calders) · Vegeu més fotos d'aquest monument · Carregueu una nova foto d'aquest monument                               |
| Pou de gel, o la Poua                                               | BCIL 2012   | XVIII                                  | Calders Baga prop del riu i del molí del castell     | 41° 46′ 41″ N, 1° 59′ 26″ E / 41.778018°N,1.990419°E | IPA-16300     | Carregueu una nova foto d'aquest monument                                                                                               |
| Molí del Blanquer                                                   |             | Obra popular XIV-XIX                   | Calders A 3 km de la N-141                           | 41° 45′ 27″ N, 1° 57′ 52″ E / 41.757439°N,1.964322°E | IPA-16301     | Molí del Blanquer (Calders) · Vegeu més fotos d'aquest monument · Carregueu una nova foto d'aquest monument                             |
| El Molí del Castell                                                 |             | Obra popular XVIII-XX                  | Calders Prop del riu Calders, a 3,5 km del riu       | 41° 46′ 44″ N, 1° 59′ 33″ E / 41.778774°N,1.992477°E | IPA-16302     | El Molí del Castell (Calders) · Vegeu més fotos d'aquest monument · Carregueu una nova foto d'aquest monument                           |
| Masia l'Angle                                                       |             | Obra popular XVIII-XIX                 | Calders Viladecavalls                                | 41° 45′ 22″ N, 1° 55′ 32″ E / 41.756237°N,1.925662°E | IPA-16304     | Masia l'Angle (Calders) · Vegeu més fotos d'aquest monument · Carregueu una nova foto d'aquest monument                                 |
| Església de Sant Pere de Viladecavalls, o Església Nova             | BCIL 2012   | Historicisme XX                        | Calders Viladecavalls                                | 41° 45′ 37″ N, 1° 56′ 13″ E / 41.760217°N,1.937047°E | IPA-16305     | Església de Sant Pere de Viladecavalls (Calders) · Vegeu més fotos d'aquest monument · Carregueu una nova foto d'aquest monument        |
| Antiga Església de Sant Pere de Viladecavalls, o Església de Llucià | BCIL 2012   | Obra popular XVIII                     | Calders Prop de la masia de Llucià, Viladecavalls    | 41° 45′ 22″ N, 1° 56′ 32″ E / 41.756236°N,1.942303°E | IPA-16306     | Antiga Església de Sant Pere de Viladecavalls (Calders) · Vegeu més fotos d'aquest monument · Carregueu una nova foto d'aquest monument |
| Barraca de la Soleia, barraca de vinya                              |             | Obra popular XVIII-XIX                 | Calders                                              |                                                      | IPA-16307     | Barraca de la Soleia (Calders) · Vegeu més fotos d'aquest monument · Carregueu una nova foto d'aquest monument                          |
| Masia Vilaterçana                                                   |             | Obra popular XIV-XX                    | Calders Ctra. Manresa-Vic, km 22                     | 41° 47′ 52″ N, 2° 01′ 55″ E / 41.797685°N,2.031888°E | IPA-16308     | Masia Vilaterçana (Calders) · Vegeu més fotos d'aquest monument · Carregueu una nova foto d'aquest monument                             |
| Masia de la Vila                                                    |             | Obra popular Medieval, XVIII-XIX       | Calders Prop de la urbanització la Guàrdia           | 41° 47′ 02″ N, 1° 58′ 36″ E / 41.783759°N,1.976586°E | IPA-16310     | Carregueu una nova foto d'aquest monument                                                                                               |
| Masia les Tàpies                                                    |             | Obra popular Medieval                  | Calders                                              | 41° 46′ 34″ N, 1° 55′ 50″ E / 41.776072°N,1.930685°E | IPA-16313     | Masia les Tàpies (Calders) · Vegeu més fotos d'aquest monument · Carregueu una nova foto d'aquest monument                              |
| Església de Sant Andreu de Bellveí                                  |             | Romànic XII                            | Calders                                              | 41° 46′ 08″ N, 1° 59′ 22″ E / 41.768922°N,1.989551°E | IPA-16314     | Església de Sant Andreu de Bellveí (Calders) · Vegeu més fotos d'aquest monument · Carregueu una nova foto d'aquest monument            |
| Capella de Sant Amanç                                               | BCIL 2012   | Obra popular XVII                      | Calders Prop del mas de Sant Amanç                   | 41° 47′ 13″ N, 2° 00′ 45″ E / 41.787053°N,2.012631°E | IPA-16315     | Capella de Sant Amanç (Calders) · Vegeu més fotos d'aquest monument · Carregueu una nova foto d'aquest monument                         |
| Masia de Reixac                                                     |             | Obra popular, gòtic tardà XVII         | Calders                                              | 41° 47′ 35″ N, 2° 00′ 51″ E / 41.793041°N,2.014230°E | IPA-16316     | Masia de Reixac (Calders) · Vegeu més fotos d'aquest monument · Carregueu una nova foto d'aquest monument                               |
| Font de l'Avi, o Font del Manganell                                 |             | Noucentisme XX                         | Calders A l'entrada de la colònia del Manganell      | 41° 45′ 35″ N, 1° 56′ 06″ E / 41.759721°N,1.935119°E | IPA-16318     | Font de l'Avi (Calders) · Vegeu més fotos d'aquest monument · Carregueu una nova foto d'aquest monument                                 |
| Masia la Grossa                                                     |             | Obra popular XIV                       | Calders Ctra. Manresa-Vic, camí al km 21             | 41° 47′ 52″ N, 2° 02′ 02″ E / 41.797764°N,2.033789°E | IPA-16319     | Masia la Grossa (Calders) · Vegeu més fotos d'aquest monument · Carregueu una nova foto d'aquest monument                               |
| Mas Comelles                                                        |             | Obra popular XVIII-XIX                 | Calders Camí de Bellveí, prop de Sant Andreu         | 41° 46′ 15″ N, 1° 58′ 50″ E / 41.770932°N,1.980532°E | IPA-16320     | Mas Comelles (Calders) · Vegeu més fotos d'aquest monument · Carregueu una nova foto d'aquest monument                                  |
| Masia la Gran Casa de Bellveí                                       |             | Obra popular Medieval, XVII-XVIII, XIX | Calders Ctra. Manresa-Vic, km 13                     | 41° 45′ 55″ N, 1° 59′ 06″ E / 41.765306°N,1.985041°E | IPA-16321     | Masia la Gran Casa de Bellveí (Calders) · Vegeu més fotos d'aquest monument · Carregueu una nova foto d'aquest monument                 |
| Mas el Canadell                                                     |             | Obra popular XVII                      | Calders Ctra. Manresa-Vic, km 12                     | 41° 46′ 17″ N, 1° 56′ 34″ E / 41.771311°N,1.942771°E | IPA-16322     | Mas el Canadell (Calders) · Vegeu més fotos d'aquest monument · Carregueu una nova foto d'aquest monument                               |
| Capella de Sant Salvador del Canadell                               | BCIL 2012   | Romànic, gòtic XIII                    | Calders Prop del mas Canadell                        | 41° 46′ 15″ N, 1° 56′ 48″ E / 41.770794°N,1.946708°E | IPA-16323     | Capella de Sant Salvador del Canadell (Calders) · Vegeu més fotos d'aquest monument · Carregueu una nova foto d'aquest monument         |
| Masia l'Arola                                                       |             | Obra popular XVII, XVIII               | Calders Prop del nucli de Calders                    | 41° 47′ 13″ N, 1° 59′ 24″ E / 41.786959°N,1.990098°E | IPA-16324     | Masia l'Arola (Calders) · Vegeu més fotos d'aquest monument · Carregueu una nova foto d'aquest monument                                 |
| Església parroquial de Sant Vicenç de Calders                       | BCIL 2012   | Gòtic tardà, barroc XII, XVI-XVII, XIX | Calders Pl. Església                                 | 41° 47′ 21″ N, 1° 59′ 31″ E / 41.789175°N,1.991958°E | IPA-16327     | Església parroquial de Sant Vicenç de Calders · Vegeu més fotos d'aquest monument · Carregueu una nova foto d'aquest monument           |
| Cal Gubianes                                                        |             | Obra popular XVII                      | Calders C. Raval, 25                                 | 41° 47′ 24″ N, 1° 59′ 40″ E / 41.790005°N,1.994467°E | IPA-16329     | Cal Gubianes (Calders) · Vegeu més fotos d'aquest monument · Carregueu una nova foto d'aquest monument                                  |
| Cal Pere Moliner                                                    |             | Obra popular XVII-XVIII                | Calders C. Manresa                                   | 41° 47′ 21″ N, 1° 59′ 12″ E / 41.789098°N,1.986586°E | IPA-16331     | Cal Pere Moliner (Calders) · Vegeu més fotos d'aquest monument · Carregueu una nova foto d'aquest monument                              |
| La Presó                                                            | BCIL 2012   | Obra popular XVI-XVII                  | Calders Pl. de l'Església, soterrani de l'ajuntament | 41° 47′ 21″ N, 1° 59′ 29″ E / 41.789285°N,1.991421°E | IPA-16332     | La Presó (Calders) · Vegeu més fotos d'aquest monument · Carregueu una nova foto d'aquest monument                                      |
| Mas el Manganell                                                    |             | Modernisme XVII, XIX                   | Calders Proper a Colònia Viladecavalls               | 41° 45′ 44″ N, 1° 56′ 08″ E / 41.762244°N,1.935591°E | IPA-16335     | Mas el Manganell (Calders) · Vegeu més fotos d'aquest monument · Carregueu una nova foto d'aquest monument                              |
| Mas La Guàrdia                                                      |             | Obra popular Medieval                  | Calders C. Pedraforca, Urbanització la Guàrdia       | 41° 47′ 04″ N, 1° 58′ 50″ E / 41.784442°N,1.980664°E | IPA-16336     | Mas la Guàrdia (Calders) · Vegeu més fotos d'aquest monument · Carregueu una nova foto d'aquest monument                                |
| Creu de terme                                                       | BCIL 2012   | Obra popular XIX                       | Calders C. Manresa - c. de les Basses Roges          | 41° 47′ 20″ N, 1° 59′ 11″ E / 41.788971°N,1.986408°E | IPA-30871     | Creu de terme (Calders) · Vegeu més fotos d'aquest monument · Carregueu una nova foto d'aquest monument                                 |
| Barraca de vinya del Campà                                          | BCIL 2007   | Obra popular                           | Calders                                              |                                                      | IPA-36309     | Carregueu una nova foto d'aquest monument                                                                                               |
| Barraca de vinya al camí de la Grossa                               | BCIL 2005   | Obra popular                           | Calders                                              |                                                      | IPA-36310     | Barraca de vinya al camí de la Grossa (Calders) · Vegeu més fotos d'aquest monument · Carregueu una nova foto d'aquest monument         |
| Barraca de vinya a la carretera N-141 km 12,7                       | BCIL 2005   | Obra popular                           | Calders Ctra. N-141, km 12,7 marge esquerre          | 41° 47′ 33″ N, 1° 58′ 51″ E / 41.792633°N,1.980970°E | IPA-36311     | Carregueu una nova foto d'aquest monument                                                                                               |
| Barraca a la carretera N-141 km 19,8                                | BCIL 2005   | Obra popular                           | Calders                                              | 41° 47′ 59″ N, 2° 00′ 55″ E / 41.799633°N,2.015174°E | IPA-36312     | Barraca a la carretera N-141 km 19,8 (Calders) · Vegeu més fotos d'aquest monument · Carregueu una nova foto d'aquest monument          |
| Barraca al camí de Vilaterçana                                      | BCIL 2005   | Obra popular                           | Calders                                              |                                                      | IPA-36313     | Barraca al camí de Vilaterçana (Calders) · Vegeu més fotos d'aquest monument · Carregueu una nova foto d'aquest monument                |
| Barraca al camí de Trullàs                                          | BCIL 2005   | Obra popular                           | Calders                                              |                                                      | IPA-36314     | Carregueu una nova foto d'aquest monument                                                                                               |
| Barraca a la carretera B-431 km 40,1                                | BCIL 2005   | Obra popular XX Mitjan                 | Calders                                              | 41° 46′ 37″ N, 1° 58′ 08″ E / 41.776918°N,1.969006°E | IPA-36315     | Barraca a la carretera B-431 km 40,1 (Calders) · Vegeu més fotos d'aquest monument · Carregueu una nova foto d'aquest monument          |
| Barraca al terme de les Quingles                                    | BCIL 2005   | Obra popular                           | Calders                                              | 41° 46′ 20″ N, 1° 56′ 49″ E / 41.772094°N,1.946839°E | IPA-36317     | Carregueu una nova foto d'aquest monument                                                                                               |
| Barraca al camí de Torrecabota a les Quingles                       | BCIL 2005   | Obra popular                           | Calders                                              | 41° 46′ 53″ N, 1° 57′ 21″ E / 41.781413°N,1.955836°E | IPA-36318     | Carregueu una nova foto d'aquest monument                                                                                               |
| Fàbrica de Calders                                                  | BCIL 2012   | XX                                     | Calders Ctra. N-141 km 17 - ctra. B-431              | 41° 47′ 14″ N, 1° 59′ 27″ E / 41.787299°N,1.990826°E | IPA-41749     | Carregueu una nova foto d'aquest monument                                                                                               |
| Canal de la Central Elèctrica de Jorba                              | BCIL 2012   | XX                                     | Calders Entre Bellveí i la central elèctrica         | 41° 45′ 53″ N, 1° 57′ 16″ E / 41.76462°N,1.95448°E   | IPA-41750     | Carregueu una nova foto d'aquest monument                                                                                               |
| Molí Bellveí                                                        |             | Obra popular                           | Calders Paratge del Molí de Bellveí                  | 41° 45′ 59″ N, 1° 58′ 50″ E / 41.766264°N,1.980495°E | IPA-46177     | Carregueu una nova foto d'aquest monument                                                                                               |
| Rajoleria de Canadell                                               |             | Obra popular                           | Calders Paratge del Canadell                         | 41° 46′ 14″ N, 1° 56′ 48″ E / 41.770543°N,1.946800°E | IPA-46276     | Carregueu una nova foto d'aquest monument                                                                                               |

## Castellcir
| Monument                                          | Protecció   | Estil/època                         | Localització                                                                 | Coordenades                                          | Codi?         | Imatge |
| ------------------------------------------------- | ----------- | ----------------------------------- | ---------------------------------------------------------------------------- | ---------------------------------------------------- | ------------- | --- |
| Castell de Castellcir, o Castell de la Popa       | BCIN 635-MH | Romànic, renaixement XI, XX         | Castellcir Al final del c. de l'Amargura, al camí de la finca de Sant Andreu | 41° 46′ 27″ N, 2° 10′ 37″ E / 41.774267°N,2.176937°E | RI-51-0005246 | Castell de Castellcir · Vegeu més fotos d'aquest monument · Carregueu una nova foto d'aquest monument                                     |
| Torrota dels Moros                                | BCIN 636-MH | Romànic XI                          | Castellcir A la dreta del camí del castell de Castellcir                     | 41° 46′ 11″ N, 2° 09′ 56″ E / 41.769750°N,2.165579°E | RI-51-0005247 | Torrota dels Moros (Castellcir) · Vegeu més fotos d'aquest monument · Carregueu una nova foto d'aquest monument                           |
| Castell de Marfà                                  | BCIN 637-MH | Obra popular XVIII                  | Castellcir A poca distància de l'església de Sant Pere de Marfà              | 41° 46′ 46″ N, 2° 04′ 08″ E / 41.779320°N,2.068926°E | RI-51-0005248 | Castell de Marfà (Castellcir) · Vegeu més fotos d'aquest monument · Carregueu una nova foto d'aquest monument                             |
| Parròquia de Sant Pere de Marfà                   |             | Barroc XVIII                        | Castellcir Al costat de Marfà                                                | 41° 46′ 48″ N, 2° 04′ 11″ E / 41.77993°N,2.06961°E   | IPA-28649     | Parròquia de Sant Pere de Marfà (Castellcir) · Vegeu més fotos d'aquest monument · Carregueu una nova foto d'aquest monument              |
| Església de Santa Maria, nova església parroquial |             | Darreres tendències XX Mitjan       | Castellcir Al final del c. de l'Amargura                                     | 41° 45′ 39″ N, 2° 09′ 01″ E / 41.76074°N,2.15022°E   | IPA-28650     | Església de Santa Maria (Castellcir) · Vegeu més fotos d'aquest monument · Carregueu una nova foto d'aquest monument                      |
| Antiga parròquia de Sant Andreu de Castellcir     | BCIL 2013   | Romànic, Obra popular XI, XVII, XIX | Castellcir Prop del cementiri i de Cal Tomas                                 | 41° 45′ 36″ N, 2° 09′ 39″ E / 41.76004°N,2.16072°E   | IPA-28652     | Antiga parròquia de Sant Andreu de Castellcir · Vegeu més fotos d'aquest monument · Carregueu una nova foto d'aquest monument             |
| Rectoria de Santa Coloma                          | BCIL 2013   | Obra popular XIII                   | Castellcir Al costat del Giol                                                | 41° 47′ 43″ N, 2° 10′ 05″ E / 41.79516°N,2.168°E     | IPA-28653     | Rectoria de Santa Coloma (Castellcir) · Vegeu més fotos d'aquest monument · Carregueu una nova foto d'aquest monument                     |
| Capella de la Concepció de Maria                  |             | Obra popular XVIII Mitjan           | Castellcir Annex al mas del Bosc                                             | 41° 45′ 12″ N, 2° 10′ 06″ E / 41.75334°N,2.16847°E   | IPA-28654     | Carregueu una nova foto d'aquest monument                                                                                                 |
| Església parroquial de Santa Coloma Sasserra      | BCIL 2013   | Romànic XI                          | Castellcir Al nord del terme de Castellcir                                   | 41° 47′ 40″ N, 2° 10′ 07″ E / 41.79457°N,2.16869°E   | IPA-28655     | Església parroquial de Santa Coloma Sasserra (Castellcir) · Vegeu més fotos d'aquest monument · Carregueu una nova foto d'aquest monument |
| Mas el Giol                                       |             | Obra popular XVI                    | Castellcir Al costat de Santa Coloma Sasserra                                | 41° 47′ 40″ N, 2° 10′ 08″ E / 41.7944°N,2.16876°E    | IPA-28657     | Mas el Giol (Castellcir) · Vegeu més fotos d'aquest monument · Carregueu una nova foto d'aquest monument                                  |
| La Talladella                                     | BCIL 2013   | Obra popular XVI                    | Castellcir Al camí cap a Santa Coloma                                        | 41° 46′ 53″ N, 2° 09′ 34″ E / 41.78142°N,2.15953°E   | IPA-28658     | La Talladella (Castellcir) · Vegeu més fotos d'aquest monument · Carregueu una nova foto d'aquest monument                                |
| Antiga rectoria de Sant Andreu de Castellcir      |             | Obra popular XVIII                  | Castellcir Al costat de l'església                                           | 41° 45′ 36″ N, 2° 09′ 37″ E / 41.75997°N,2.16037°E   | IPA-28659     | Antiga rectoria de Sant Andreu de Castellcir · Vegeu més fotos d'aquest monument · Carregueu una nova foto d'aquest monument              |
| Masia d'Esplugues                                 | BCIL 2008   | Obra popular XVII                   | Castellcir Al nord-est de Castellterçol                                      | 41° 46′ 07″ N, 2° 08′ 01″ E / 41.76857°N,2.13372°E   | IPA-28660     | Masia d'Esplugues (Castellcir) · Vegeu més fotos d'aquest monument · Carregueu una nova foto d'aquest monument                            |
| Molí del Bosc                                     |             | Obra popular XVII                   | Castellcir Prop de la Vileta                                                 | 41° 45′ 20″ N, 2° 09′ 34″ E / 41.75553°N,2.15957°E   | IPA-28661     | Molí del Bosc (Castellcir) · Vegeu més fotos d'aquest monument · Carregueu una nova foto d'aquest monument                                |
| Can Puigdomènec                                   |             | Obra popular XVIII                  | Castellcir Al nord de Sant Quirze Safaja                                     | 41° 44′ 09″ N, 2° 09′ 10″ E / 41.73581°N,2.15276°E   | IPA-28662     | Carregueu una nova foto d'aquest monument                                                                                                 |
| Mas el Vilardell                                  |             | Obra popular XVI, XVIII             | Castellcir Al nord de Sant Quirze Safaja                                     | 41° 44′ 29″ N, 2° 09′ 14″ E / 41.74134°N,2.15383°E   | IPA-28663     | Carregueu una nova foto d'aquest monument                                                                                                 |
| El Bosc                                           |             | Obra popular XVII, XVIII, XIX       | Castellcir Al sud-est de Castellcir                                          | 41° 45′ 12″ N, 2° 10′ 07″ E / 41.75325°N,2.16848°E   | IPA-28664     | El Bosc (Castellcir) · Vegeu més fotos d'aquest monument · Carregueu una nova foto d'aquest monument                                      |
| Pou de glaç de Can Vilardell                      |             | Obra popular XVII                   | Castellcir Riera de Castellcir, entre Sant Quirze Safaja i Castellcir        | 41° 44′ 47″ N, 2° 09′ 36″ E / 41.7463°N,2.16006°E    | IPA-28665     | Pou de glaç de Can Vilardell (Castellcir) · Vegeu més fotos d'aquest monument · Carregueu una nova foto d'aquest monument                 |
| Pou de glaç o poua de la Fàbrega                  |             | Obra popular XVII                   | Castellcir Prop del torrent de la Fàbrega                                    | 41° 46′ 42″ N, 2° 05′ 19″ E / 41.77835°N,2.08856°E   | IPA-28666     | Carregueu una nova foto d'aquest monument                                                                                                 |
| Pont de l'Espluga                                 |             | Obra popular Medieval               | Castellcir Sobre la riera de Fotscalentes                                    | 41° 46′ 06″ N, 2° 08′ 02″ E / 41.76839°N,2.1338°E    | IPA-37049     | Pont de l'Espluga (Castellcir) · Vegeu més fotos d'aquest monument · Carregueu una nova foto d'aquest monument                            |
| Molí Nou                                          | BCIL 2013   |                                     | Castellcir Riera de Castellcir                                               | 41° 44′ 53″ N, 2° 09′ 35″ E / 41.74812°N,2.15966°E   | IPA-45782     | Molí Nou (Castellcir) · Vegeu més fotos d'aquest monument · Carregueu una nova foto d'aquest monument                                     |
| Molí d'en Brotons                                 | BCIL 2013   |                                     | Castellcir Riera de Marfà                                                    | 41° 46′ 54″ N, 2° 04′ 44″ E / 41.7818°N,2.07878°E    | IPA-45783     | Molí d'en Brotons (Castellcir) · Vegeu més fotos d'aquest monument · Carregueu una nova foto d'aquest monument                            |
| Molí de Marfà                                     | BCIL 2013   |                                     | Castellcir Riera de Marfà                                                    | 41° 46′ 49″ N, 2° 04′ 33″ E / 41.7802°N,2.07584°E    | IPA-45784     | Molí de Marfà (Castellcir) · Vegeu més fotos d'aquest monument · Carregueu una nova foto d'aquest monument                                |

## Castellterçol
Vegeu al llista de monuments de Castellterçol

## Collsuspina
| Monument                                                     | Protecció | Estil/època                         | Localització                                                               | Coordenades                                          | Codi?     | Imatge |
| ------------------------------------------------------------ | --------- | ----------------------------------- | -------------------------------------------------------------------------- | ---------------------------------------------------- | --------- | --- |
| Creu de terme                                                |           | Obra popular                        | Collsuspina C. Major, davant de Can Xarina                                 | 41° 49′ 33″ N, 2° 10′ 31″ E / 41.825926°N,2.175314°E | IPA-22592 | Creu de terme (Collsuspina) · Vegeu més fotos d'aquest monument · Carregueu una nova foto d'aquest monument                      |
| Can Xarina                                                   |           | Gòtic tardà XVI                     | Collsuspina C. Major, 10                                                   | 41° 49′ 33″ N, 2° 10′ 31″ E / 41.825835°N,2.175271°E | IPA-22593 | Can Xarina (Collsuspina) · Vegeu més fotos d'aquest monument · Carregueu una nova foto d'aquest monument                         |
| L'Espinoi                                                    |           | Obra popular XIX                    | Collsuspina A 1 km al sud del poble                                        | 41° 48′ 59″ N, 2° 10′ 26″ E / 41.816513°N,2.173940°E | IPA-22594 | L'Espinoi (Collsuspina) · Vegeu més fotos d'aquest monument · Carregueu una nova foto d'aquest monument                          |
| Ca l'Escanya                                                 |           | Obra popular, gòtic tardà XX        | Collsuspina Ctra. N-141, km 32,5                                           | 41° 49′ 30″ N, 2° 09′ 43″ E / 41.824919°N,2.161926°E | IPA-22595 | Carregueu una nova foto d'aquest monument                                                                                        |
| Ca l'Espina                                                  |           | Obra popular, gòtic                 | Collsuspina A 1,5 km del poble direcció sud                                | 41° 49′ 03″ N, 2° 10′ 41″ E / 41.817552°N,2.178184°E | IPA-22596 | Ca l'Espina (Collsuspina) · Vegeu més fotos d'aquest monument · Carregueu una nova foto d'aquest monument                        |
| Bellver o Ballvé                                             |           | Obra popular XVI, XVIII, XX         | Collsuspina A 2,5 km del poble direcció nord, 200 m Sant Cugat de Gavadons | 41° 50′ 48″ N, 2° 10′ 20″ E / 41.846537°N,2.172326°E | IPA-22597 | Bellver (Collsuspina) · Vegeu més fotos d'aquest monument · Carregueu una nova foto d'aquest monument                            |
| Sant Cugat de Gavadons                                       |           | Romànic XII, XVII, XIX              | Collsuspina A 2 km del nucli direcció nord                                 | 41° 50′ 46″ N, 2° 10′ 27″ E / 41.84625°N,2.1741°E    | IPA-22598 | Sant Cugat de Gavadons (Collsuspina) · Vegeu més fotos d'aquest monument · Carregueu una nova foto d'aquest monument             |
| Església parroquial de Santa Maria o Mare de Déu dels Socors |           | Neoclassicisme XVII, XIX            | Collsuspina                                                                | 41° 49′ 31″ N, 2° 10′ 30″ E / 41.825389°N,2.174878°E | IPA-22599 | Església parroquial de Santa Maria (Collsuspina) · Vegeu més fotos d'aquest monument · Carregueu una nova foto d'aquest monument |
| Cal Mestre                                                   |           | Obra popular XVIII, XIX Inici       | Collsuspina C. Major, 12                                                   | 41° 49′ 34″ N, 2° 10′ 31″ E / 41.82599°N,2.175293°E  | IPA-22600 | Carregueu una nova foto d'aquest monument                                                                                        |
| Llinda de Cal Fonseca                                        |           | Obra popular XIX                    | Collsuspina                                                                |                                                      | IPA-22601 | Carregueu una nova foto d'aquest monument                                                                                        |
| Mas Picanyol                                                 |           | Obra popular, noucentisme XX Mitjan | Collsuspina A 300 m nucli vers Moià                                        | 41° 49′ 33″ N, 2° 10′ 04″ E / 41.825701°N,2.167696°E | IPA-22602 | Carregueu una nova foto d'aquest monument                                                                                        |
| Casanova de Pedrós                                           |           | Obra popular XX Inici               | Collsuspina                                                                |                                                      | IPA-22603 | Carregueu una nova foto d'aquest monument                                                                                        |
| El Collell                                                   |           | Obra popular XVIII                  | Collsuspina Ctra. a Moià, km 34 a 500 m                                    | 41° 49′ 17″ N, 2° 10′ 12″ E / 41.8215°N,2.17002°E    | IPA-22604 | Carregueu una nova foto d'aquest monument                                                                                        |
| El Pedrós                                                    |           | Obra popular                        | Collsuspina Ctra. a Moià, km 34 a 800 m                                    | 41° 49′ 01″ N, 2° 09′ 54″ E / 41.816984°N,2.165073°E | IPA-22605 | Carregueu una nova foto d'aquest monument                                                                                        |
| Cal Roma, Ajuntament                                         |           | Obra popular XVIII                  | Collsuspina Pl. Major, 2                                                   | 41° 49′ 32″ N, 2° 10′ 31″ E / 41.825574°N,2.175337°E | IPA-22606 | Cal Roma (Collsuspina) · Vegeu més fotos d'aquest monument · Carregueu una nova foto d'aquest monument                           |
| Cal Barber                                                   |           | Obra popular XVII                   | Collsuspina C. de Vic, 4                                                   | 41° 49′ 33″ N, 2° 10′ 33″ E / 41.825810°N,2.175916°E | IPA-22607 | Carregueu una nova foto d'aquest monument                                                                                        |
| Llinda de Cal Cisteller                                      |           | Obra popular XVIII                  | Collsuspina                                                                |                                                      | IPA-22608 | Carregueu una nova foto d'aquest monument                                                                                        |
| Ca l'Espinoi                                                 |           | Obra popular XIX                    | Collsuspina Davant de l'església parroquial                                | 41° 49′ 32″ N, 2° 10′ 30″ E / 41.825672°N,2.175053°E | IPA-22609 | Vegeu més fotos d'aquest monument · Carregueu una nova foto d'aquest monument                                                    |
| L'Oller                                                      |           | Obra popular XIX                    | Collsuspina A 1 km a l'oest del nucli                                      | 41° 50′ 08″ N, 2° 10′ 31″ E / 41.835584°N,2.175405°E | IPA-22610 | L'Oller (Collsuspina) · Vegeu més fotos d'aquest monument · Carregueu una nova foto d'aquest monument                            |
| Can Jordà                                                    |           | Obra popular XVIII                  | Collsuspina A 500 m del Garet                                              | 41° 49′ 34″ N, 2° 11′ 21″ E / 41.826000°N,2.189134°E | IPA-22611 | Can Jordà (Collsuspina) · Vegeu més fotos d'aquest monument · Carregueu una nova foto d'aquest monument                          |
| Cal Torres                                                   |           | Obra popular XVIII                  | Collsuspina A 500 m del Garet                                              | 41° 49′ 45″ N, 2° 11′ 07″ E / 41.829240°N,2.185294°E | IPA-22612 | Cal Torres (Collsuspina) · Vegeu més fotos d'aquest monument · Carregueu una nova foto d'aquest monument                         |
| Casa Nova o Casanoves                                        |           | Obra popular XVIII                  | Collsuspina A 400 m del nucli                                              | 41° 49′ 50″ N, 2° 10′ 53″ E / 41.830443°N,2.181484°E | IPA-22613 | Casa Nova (Collsuspina) · Vegeu més fotos d'aquest monument · Carregueu una nova foto d'aquest monument                          |
| La Guixera                                                   |           | Obra popular                        | Collsuspina A 50 m del Garet                                               | 41° 49′ 40″ N, 2° 11′ 36″ E / 41.827905°N,2.193291°E | IPA-22614 | La Guixera (Collsuspina) · Vegeu més fotos d'aquest monument · Carregueu una nova foto d'aquest monument                         |
| Cal Rius                                                     |           | Obra popular                        | Collsuspina C. Casetes, 11                                                 | 41° 49′ 49″ N, 2° 10′ 29″ E / 41.830210°N,2.174640°E | IPA-22615 | Carregueu una nova foto d'aquest monument                                                                                        |
| Cal Garet                                                    |           | Obra popular XVIII                  | Collsuspina A 800 m del nucli                                              | 41° 49′ 46″ N, 2° 11′ 38″ E / 41.829456°N,2.193784°E | IPA-22617 | Cal Garet (Collsuspina) · Vegeu més fotos d'aquest monument · Carregueu una nova foto d'aquest monument                          |

## L'Estany
| Monument                                               | Protecció   | Estil/època                            | Localització                                                                   | Coordenades                                          | Codi?         | Imatge |
| ------------------------------------------------------ | ----------- | -------------------------------------- | ------------------------------------------------------------------------------ | ---------------------------------------------------- | ------------- | --- |
| Monestir de Santa Maria de l'Estany                    | BCIN 118-MH | Romànic, gòtic XII-XIII, XIV, XVI-XVII | L'Estany                                                                       | 41° 52′ 10″ N, 2° 06′ 45″ E / 41.869370°N,2.112568°E | RI-51-0000439 | Monestir de Santa Maria de l'Estany · Vegeu més fotos d'aquest monument · Carregueu una nova foto d'aquest monument           |
| Ajuntament de l'Estany, o Casa Consistorial            |             | Obra popular                           | L'Estany A la dreta del monestir                                               | 41° 52′ 08″ N, 2° 06′ 46″ E / 41.868977°N,2.112672°E | IPA-16446     | Ajuntament de l'Estany · Vegeu més fotos d'aquest monument · Carregueu una nova foto d'aquest monument                        |
| Cal Valeri                                             |             | Gòtic tardà, obra popular XIII-XIV     | L'Estany Pl. Major, 4                                                          | 41° 52′ 09″ N, 2° 06′ 42″ E / 41.869293°N,2.111803°E | IPA-16447     | Cal Valeri (l'Estany) · Vegeu més fotos d'aquest monument · Carregueu una nova foto d'aquest monument                         |
| Antigues dependències del monestir                     |             | Gòtic tardà, obra popular XIV          | L'Estany Pl. del Monestir                                                      | 41° 52′ 08″ N, 2° 06′ 45″ E / 41.869006°N,2.112413°E | IPA-16448     | Antigues dependències del monestir (l'Estany) · Vegeu més fotos d'aquest monument · Carregueu una nova foto d'aquest monument |
| Mas el Castell                                         |             | Obra popular, gòtic tardà XVI          | L'Estany                                                                       | 41° 53′ 07″ N, 2° 06′ 08″ E / 41.885292°N,2.102157°E | IPA-16458     | Carregueu una nova foto d'aquest monument                                                                                     |
| Mas Senties                                            |             | Obra popular XVI-XVIII, XIX-XX         | L'Estany Ctra. a Oló, km 8 trencant a mà dreta, a uns 2 km                     | 41° 52′ 26″ N, 2° 07′ 44″ E / 41.873789°N,2.128902°E | IPA-16459     | Mas Senties (l'Estany) · Vegeu més fotos d'aquest monument · Carregueu una nova foto d'aquest monument                        |
| Carrer dels Monjos, o Carrer Fosc                      |             | Obra popular XVII                      | L'Estany C. dels Monjos                                                        | 41° 52′ 10″ N, 2° 06′ 43″ E / 41.869482°N,2.111817°E | IPA-16460     | Carrer dels Monjos (l'Estany) · Vegeu més fotos d'aquest monument · Carregueu una nova foto d'aquest monument                 |
| Cal Paraire                                            |             | Obra popular XVIII                     | L'Estany C. de Rodors, 32-34                                                   | 41° 52′ 05″ N, 2° 06′ 36″ E / 41.867944°N,2.109953°E | IPA-16461     | Carregueu una nova foto d'aquest monument                                                                                     |
| Cal Xiconet, o Cal Xaconet                             |             | Barroc, obra popular XVIII-XIX, XX     | L'Estany C. Verdaguer, 1                                                       |                                                      | IPA-16462     | Carregueu una nova foto d'aquest monument                                                                                     |
| Creu de terme                                          | BCIL 2014   | Gòtic XV                               | L'Estany Ctra. Moià - l'Estany, C-59, km 45, 1 km abans monestir               | 41° 51′ 23″ N, 2° 06′ 46″ E / 41.856479°N,2.112864°E | IPA-16463     | Creu de terme (l'Estany) · Vegeu més fotos d'aquest monument · Carregueu una nova foto d'aquest monument                      |
| Pedró del Pontarró                                     | BCIL 2016   | Barroc XVII                            | L'Estany Punt de confluència del camí vell de Sant Feliuet i el de Collsuspina | 41° 52′ 14″ N, 2° 06′ 55″ E / 41.870608°N,2.115277°E | IPA-16464     | Pedró del Pontarró (l'Estany) · Vegeu més fotos d'aquest monument · Carregueu una nova foto d'aquest monument                 |
| Font Vella, font de les Eres                           | BCIL 2014   | Obra popular XVIII                     | L'Estany C. Barcelona - c. Dr. Vilardell                                       | 41° 52′ 03″ N, 2° 06′ 47″ E / 41.867604°N,2.113148°E | IPA-16465     | Carregueu una nova foto d'aquest monument                                                                                     |
| Molí de l'Estany, o Molí dels Frares, Molí del Grau    |             | Obra popular XV-XVIII, XX              | L'Estany Afores, prop de la Serreta                                            | 41° 52′ 18″ N, 2° 06′ 56″ E / 41.871782°N,2.115616°E | IPA-16466     | Carregueu una nova foto d'aquest monument                                                                                     |
| La Mina de l'Estany                                    | BCIL 2009   | Obra popular XVI-XVIII                 | L'Estany Des del pontarró al mig del prat                                      | 41° 52′ 17″ N, 2° 06′ 55″ E / 41.871339°N,2.115152°E | IPA-16467     | La Mina de l'Estany · Vegeu més fotos d'aquest monument · Carregueu una nova foto d'aquest monument                           |
| Creu votiva                                            |             | Barroc XVII                            | L'Estany                                                                       | 41° 52′ 09″ N, 2° 06′ 44″ E / 41.869225°N,2.112295°E | IPA-16468     | Carregueu una nova foto d'aquest monument                                                                                     |
| Porxo del Restaurant del Grau, o caps de biga del Grau |             | Obra popular XV-XVI                    | L'Estany                                                                       | 41° 52′ 11″ N, 2° 06′ 49″ E / 41.869619°N,2.113622°E | IPA-16470     | Carregueu una nova foto d'aquest monument                                                                                     |
| Mas la Carrera                                         |             | Obra popular XIV                       | L'Estany Ctra. a Oló, km 8 trencant a mà dreta                                 | 41° 52′ 14″ N, 2° 07′ 12″ E / 41.870592°N,2.120061°E | IPA-16471     | Mas la Carrera (l'Estany) · Vegeu més fotos d'aquest monument · Carregueu una nova foto d'aquest monument                     |
| Mas el Grau                                            |             | Obra popular, barroc XVII-XVIII        | L'Estany                                                                       | 41° 52′ 15″ N, 2° 06′ 49″ E / 41.870760°N,2.113642°E | IPA-16473     | Mas el Grau (l'Estany) · Vegeu més fotos d'aquest monument · Carregueu una nova foto d'aquest monument                        |
| Raval del Prat, antic carrer dels Caputxins            |             | Obra popular XVII-XVIII                | L'Estany Pg. del Prat                                                          | 41° 52′ 04″ N, 2° 06′ 41″ E / 41.867677°N,2.111443°E | IPA-16474     | Raval del Prat (l'Estany) · Vegeu més fotos d'aquest monument · Carregueu una nova foto d'aquest monument                     |
| Tancat del Cementiri de l'Estany, porta                |             | Obra popular XIX                       | L'Estany A uns 500 m del centre del poble                                      | 41° 52′ 19″ N, 2° 06′ 43″ E / 41.871959°N,2.112041°E | IPA-16475     | Carregueu una nova foto d'aquest monument                                                                                     |
| Molí del Mas Castell                                   | BCIL 2016   | Obra popular XIX                       | L'Estany Dreta de la riera de l'Estany                                         | 41° 52′ 56″ N, 2° 06′ 54″ E / 41.882163°N,2.115126°E | IPA-35742     | Carregueu una nova foto d'aquest monument                                                                                     |
| El Pontarró                                            | BCIL 2014   | Obra popular XVI                       | L'Estany                                                                       | 41° 52′ 14″ N, 2° 06′ 55″ E / 41.870589°N,2.115373°E | IPA-42314     | Carregueu una nova foto d'aquest monument                                                                                     |
| Font Pedrosa                                           | BCIL 2017   | Obra popular XVI                       | L'Estany Serrat d'Horabona                                                     | 41° 51′ 31″ N, 2° 07′ 03″ E / 41.858552°N,2.117508°E | IPA-45440     | Carregueu una nova foto d'aquest monument                                                                                     |
| Font del Mig del Prat                                  | BCIL 2017   | Obra popular XIX                       | L'Estany                                                                       | 41° 51′ 51″ N, 2° 06′ 46″ E / 41.864179°N,2.112758°E | IPA-45441     | Font del Mig del Prat (l'Estany) · Vegeu més fotos d'aquest monument · Carregueu una nova foto d'aquest monument              |
| Font Grossa                                            | BCIL 2017   | Obra popular                           | L'Estany                                                                       |                                                      | IPA-45442     | Carregueu una nova foto d'aquest monument                                                                                     |
| Font de la Sala                                        | BCIL 2017   | Obra popular                           | L'Estany                                                                       | 41° 52′ 50″ N, 2° 06′ 52″ E / 41.880636°N,2.114554°E | IPA-45443     | Font de la Sala (l'Estany) · Vegeu més fotos d'aquest monument · Carregueu una nova foto d'aquest monument                    |
| Font dels Bous                                         | BCIL 2017   | Obra popular                           | L'Estany                                                                       | 41° 52′ 50″ N, 2° 06′ 52″ E / 41.880636°N,2.114554°E | IPA-45444     | Font dels Bous (l'Estany) · Vegeu més fotos d'aquest monument · Carregueu una nova foto d'aquest monument                     |
| Font de l'Horta Rodona                                 | BCIL 2017   | Obra popular XVIII                     | L'Estany                                                                       |                                                      | IPA-45445     | Carregueu una nova foto d'aquest monument                                                                                     |
| Font de Sant Antoni                                    | BCIL 2017   | XX                                     | L'Estany                                                                       | 41° 52′ 53″ N, 2° 06′ 53″ E / 41.881345°N,2.114857°E | IPA-45446     | Carregueu una nova foto d'aquest monument                                                                                     |

## Granera
| Monument                          | Protecció   | Estil/època             | Localització                | Coordenades                                          | Codi?         | Imatge |
| --------------------------------- | ----------- | ----------------------- | --------------------------- | ---------------------------------------------------- | ------------- | --- |
| Castell de Granera                | BCIN 914-MH | Romànic XIII-XIV        | Granera                     | 41° 43′ 48″ N, 2° 03′ 28″ E / 41.729898°N,2.057725°E | RI-51-0005492 | Castell de Granera · Vegeu més fotos d'aquest monument · Carregueu una nova foto d'aquest monument                 |
| Torre amb matacà                  | BCIN 915-MH | Obra popular XVII-XVIII | Granera Raval de Baix       | 41° 43′ 51″ N, 2° 03′ 47″ E / 41.730769°N,2.062919°E | RI-51-0005493 | Carregueu una nova foto d'aquest monument                                                                          |
| Església de Sant Martí de Granera |             | Obra popular XVIII      | Granera Barri de l'Església | 41° 43′ 31″ N, 2° 03′ 26″ E / 41.72537°N,2.05724°E   | IPA-28916     | Església de Sant Martí de Granera · Vegeu més fotos d'aquest monument · Carregueu una nova foto d'aquest monument  |
| Capella de Santa Cecília          |             | Romànic XI              | Granera Barri de l'Església | 41° 43′ 32″ N, 2° 03′ 42″ E / 41.72552°N,2.06163°E   | IPA-28917     | Capella de Santa Cecília (Granera) · Vegeu més fotos d'aquest monument · Carregueu una nova foto d'aquest monument |
| Cal Bigues                        |             | Obra popular            | Granera                     | 41° 43′ 46″ N, 2° 03′ 19″ E / 41.729575°N,2.055303°E | IPA-28919     | Cal Bigues (Granera) · Vegeu més fotos d'aquest monument · Carregueu una nova foto d'aquest monument               |
| Mas el Carner                     |             | Obra popular XVII-XVIII | Granera                     | 41° 43′ 58″ N, 2° 05′ 23″ E / 41.732789°N,2.089608°E | IPA-28920     | Mas el Carner (Granera) · Vegeu més fotos d'aquest monument · Carregueu una nova foto d'aquest monument            |
| El Coll                           |             | Obra popular XVII-XVIII | Granera                     | 41° 44′ 19″ N, 2° 02′ 36″ E / 41.738633°N,2.043261°E | IPA-28921     | El Coll (Granera) · Vegeu més fotos d'aquest monument · Carregueu una nova foto d'aquest monument                  |
| Girbau de Baix                    |             | Obra popular            | Granera                     | 41° 44′ 29″ N, 2° 03′ 15″ E / 41.741481°N,2.054164°E | IPA-28924     | Girbau de Baix (Granera) · Vegeu més fotos d'aquest monument · Carregueu una nova foto d'aquest monument           |
| Girbau de Dalt                    |             | Obra popular XVI-XVII   | Granera                     | 41° 44′ 30″ N, 2° 03′ 16″ E / 41.741753°N,2.054519°E | IPA-28925     | Girbau de Dalt (Granera) · Vegeu més fotos d'aquest monument · Carregueu una nova foto d'aquest monument           |
| La Manyosa                        |             | Obra popular XI, XX     | Granera                     | 41° 44′ 37″ N, 2° 04′ 03″ E / 41.743531°N,2.067432°E | IPA-28926     | La Manyosa (Granera) · Vegeu més fotos d'aquest monument · Carregueu una nova foto d'aquest monument               |
| L'Óssol                           |             | Obra popular            | Granera                     | 41° 43′ 05″ N, 2° 03′ 57″ E / 41.718049°N,2.065911°E | IPA-28927     | L'Óssol (Granera) · Vegeu més fotos d'aquest monument · Carregueu una nova foto d'aquest monument                  |
| La Païssa                         |             | Obra popular            | Granera                     | 41° 43′ 01″ N, 2° 04′ 02″ E / 41.716866°N,2.067089°E | IPA-28928     | Carregueu una nova foto d'aquest monument                                                                          |
| La Païssa - Paller                |             | Obra popular XX Final   | Granera                     | 41° 43′ 01″ N, 2° 04′ 01″ E / 41.71682°N,2.06708°E   | IPA-28929     | Carregueu una nova foto d'aquest monument                                                                          |
| La Riera                          |             | Obra popular            | Granera                     | 41° 43′ 23″ N, 2° 04′ 03″ E / 41.723186°N,2.067489°E | IPA-28930     | La Riera (Granera) · Vegeu més fotos d'aquest monument · Carregueu una nova foto d'aquest monument                 |
| Can Salomó                        |             | Obra popular            | Granera                     | 41° 42′ 48″ N, 2° 04′ 59″ E / 41.713331°N,2.083125°E | IPA-28931     | Can Salomó (Granera) · Vegeu més fotos d'aquest monument · Carregueu una nova foto d'aquest monument               |
| Tantinyà                          |             | Obra popular            | Granera                     | 41° 43′ 15″ N, 2° 04′ 27″ E / 41.720717°N,2.074225°E | IPA-28932     | Tantinyà (Granera) · Vegeu més fotos d'aquest monument · Carregueu una nova foto d'aquest monument                 |

## Moià
Vegeu la llista de monuments de Moià

## Monistrol de Calders
| Monument                                                  | Protecció | Estil/època                         | Localització                                                                  | Coordenades                                          | Codi?     | Imatge |
| --------------------------------------------------------- | --------- | ----------------------------------- | ----------------------------------------------------------------------------- | ---------------------------------------------------- | --------- | --- |
| Església parroquial de Sant Feliu de Monistrol de Calders | BCIL 2010 | Barroc Medieval-XVIII               | Monistrol de Calders Pl. de l'Església                                        | 41° 45′ 35″ N, 2° 00′ 51″ E / 41.759818°N,2.014071°E | IPA-16775 | Església parroquial de Sant Feliu de Monistrol (Monistrol de Calders) · Vegeu més fotos d'aquest monument · Carregueu una nova foto d'aquest monument |
| Cal Marfà                                                 |           | Obra popular XVII-XVIII             | Monistrol de Calders C. Fèlix Estrada Saladich, 13                            | 41° 45′ 34″ N, 2° 00′ 44″ E / 41.759410°N,2.012217°E | IPA-16776 | Carregueu una nova foto d'aquest monument |
| Cal Mestre                                                |           | Obra popular XVIII                  | Monistrol de Calders C. de la Vinya, 1                                        | 41° 45′ 39″ N, 2° 00′ 49″ E / 41.760709°N,2.013658°E | IPA-16777 | Carregueu una nova foto d'aquest monument |
| Masia la Coma                                             |           | Obra popular XVI-XIX                | Monistrol de Calders Ctra. Calders-Monistrol, km 35                           | 41° 46′ 50″ N, 2° 01′ 48″ E / 41.780635°N,2.029931°E | IPA-16778 | Masia la Coma (Monistrol de Calders) · Vegeu més fotos d'aquest monument · Carregueu una nova foto d'aquest monument                                  |
| Masia el Bosc de Mussarra                                 |           | Obra popular Medieval-XVI, XVIII-XX | Monistrol de Calders A la serra de Mussarra                                   | 41° 45′ 14″ N, 2° 00′ 05″ E / 41.753753°N,2.001438°E | IPA-16779 | Masia el Bosc de Mussarra (Monistrol de Calders) · Vegeu més fotos d'aquest monument · Carregueu una nova foto d'aquest monument                      |
| Mas Mussarra                                              |           | Obra popular XII                    | Monistrol de Calders A la serra de la Mussarra                                | 41° 44′ 42″ N, 1° 59′ 53″ E / 41.745096°N,1.998187°E | IPA-16780 | Mas Mussarra (Monistrol de Calders) · Vegeu més fotos d'aquest monument · Carregueu una nova foto d'aquest monument                                   |
| Mas la Pahissa, o la Pahissa dels Planell                 |           | Obra popular Medieval               | Monistrol de Calders Ctra. Calders-Monistrol, km 35                           | 41° 46′ 23″ N, 2° 00′ 55″ E / 41.773122°N,2.015293°E | IPA-16782 | Mas la Pahissa (Monistrol de Calders) · Vegeu més fotos d'aquest monument · Carregueu una nova foto d'aquest monument                                 |
| Mas el Rossinyol                                          |           | Obra popular Medieval-XVIII         | Monistrol de Calders Ctra. Monistrol - Sant Llorenç Savall, km 27             | 41° 43′ 51″ N, 2° 00′ 54″ E / 41.730811°N,2.014996°E | IPA-16783 | Mas el Rossinyol (Monistrol de Calders) · Vegeu més fotos d'aquest monument · Carregueu una nova foto d'aquest monument                               |
| Mas Rubió                                                 |           | Obra popular XIV-XIX                | Monistrol de Calders Afores a 3,5 km del nucli                                | 41° 45′ 16″ N, 2° 02′ 19″ E / 41.754499°N,2.038576°E | IPA-16785 | Mas Rubió (Monistrol de Calders) · Vegeu més fotos d'aquest monument · Carregueu una nova foto d'aquest monument                                      |
| Centre Parroquial                                         |           | Obra popular XX                     | Monistrol de Calders C. de l'Església, 3                                      | 41° 45′ 35″ N, 2° 00′ 49″ E / 41.759780°N,2.013672°E | IPA-16786 | Carregueu una nova foto d'aquest monument |
| Rectoria, o Mas Guardiola                                 |           | Barroc, obra popular XVIII          | Monistrol de Calders C. Església                                              | 41° 45′ 35″ N, 2° 00′ 51″ E / 41.759630°N,2.014258°E | IPA-16787 | Rectoria (Monistrol de Calders) · Vegeu més fotos d'aquest monument · Carregueu una nova foto d'aquest monument                                       |
| Capella de Sant Pere Màrtir                               |           | Obra popular XVII                   | Monistrol de Calders Prop del Mas el Bosc                                     | 41° 45′ 30″ N, 2° 00′ 12″ E / 41.7582°N,2.00323°E    | IPA-16789 | Capella de Sant Pere Màrtir (Monistrol de Calders) · Vegeu més fotos d'aquest monument · Carregueu una nova foto d'aquest monument                    |
| Creu de terme                                             |           | Obra popular XVIII                  | Monistrol de Calders A l'indret anomenat Padró Petit (turó enfront del poble) |                                                      | IPA-16790 | Creu de terme (Monistrol de Calders) · Vegeu més fotos d'aquest monument · Carregueu una nova foto d'aquest monument                                  |
| Pont a Monistrol de Calders                               |           |                                     | Monistrol de Calders Dintre del nucli urbà                                    | 41° 45′ 37″ N, 2° 00′ 48″ E / 41.760181°N,2.013227°E | IPA-16793 | Pont a Monistrol de Calders · Vegeu més fotos d'aquest monument · Carregueu una nova foto d'aquest monument                                           |
| Ca la Miquela, Bar Esport                                 |           | Obra popular XVII                   | Monistrol de Calders Pl. de la Pedrera, 8                                     | 41° 45′ 36″ N, 2° 00′ 48″ E / 41.760039°N,2.013437°E | IPA-16794 | Ca la Miquela (Monistrol de Calders) · Vegeu més fotos d'aquest monument · Carregueu una nova foto d'aquest monument                                  |
| El Molí d'en Sala                                         |           | Obra popular XII-XX                 | Monistrol de Calders Afores, a 3 km del nucli                                 | 41° 45′ 24″ N, 2° 01′ 35″ E / 41.756609°N,2.026272°E | IPA-16795 | El Molí d'en Sala (Monistrol de Calders) · Vegeu més fotos d'aquest monument · Carregueu una nova foto d'aquest monument                              |

## Sant Quirze Safaja
| Monument                                                          | Protecció       | Estil/època                           | Localització                                                                         | Coordenades                                          | Codi?         | Imatge |
| ----------------------------------------------------------------- | --------------- | ------------------------------------- | ------------------------------------------------------------------------------------ | ---------------------------------------------------- | ------------- | --- |
| El Clascar de Bertí, Castell de Bertí                             | BCIN 1537-MH    | Gòtic, historicisme XX                | Sant Quirze Safaja Bertí                                                             | 41° 42′ 54″ N, 2° 13′ 43″ E / 41.715077°N,2.228567°E | RI-51-0005677 | El Clascar de Bertí (Sant Quirze Safaja) · Vegeu més fotos d'aquest monument · Carregueu una nova foto d'aquest monument                       |
| Molí de Llobateres, o Molí de Centelles, de la Torre, de Fontubal | BCIN 3961-MH-EN | Obra popular XIII, XVI, XVIII         | Sant Quirze Safaja Ctra C-1413, km 2,8, a 800 m                                      | 41° 42′ 59″ N, 2° 10′ 17″ E / 41.716282°N,2.171379°E | IPA-29488     | Molí de Llobateres (Sant Quirze Safaja) · Vegeu més fotos d'aquest monument · Carregueu una nova foto d'aquest monument                        |
| Pont del Rossinyol                                                |                 | Obra popular XVI                      | Sant Quirze Safaja Sobre el riu Rossinyol a Sant Miquel del Fai                      | 41° 42′ 57″ N, 2° 11′ 29″ E / 41.71582°N,2.19152°E   | IPA-28408     | Pont del Rossinyol (Sant Quirze Safaja) · Vegeu més fotos d'aquest monument · Carregueu una nova foto d'aquest monument                        |
| Església parroquial de Sant Quirze Safaja                         |                 | Romànic, renaixement XI, XVII         | Sant Quirze Safaja Pl. de l'Església                                                 | 41° 43′ 40″ N, 2° 09′ 18″ E / 41.7279°N,2.155072°E   | IPA-29471     | Església parroquial de Sant Quirze Safaja (Sant Quirze Safaja) · Vegeu més fotos d'aquest monument · Carregueu una nova foto d'aquest monument |
| La Rectoria de Sant Quirze Safaja                                 |                 | Gòtic tardà XVI, XVII                 | Sant Quirze Safaja Davant de l'església                                              | 41° 43′ 40″ N, 2° 09′ 17″ E / 41.727791°N,2.154829°E | IPA-29473     | Carregueu una nova foto d'aquest monument |
| Porta del cementiri de Sant Quirze Safaja                         |                 | Obra popular XIX Final                | Sant Quirze Safaja Darrera l'església parroquial                                     | 41° 43′ 41″ N, 2° 09′ 19″ E / 41.727947°N,2.155263°E | IPA-29474     | Carregueu una nova foto d'aquest monument |
| Can Serratacó                                                     |                 | Obra popular XVII                     | Sant Quirze Safaja Camí a Can Barnils, 7                                             | 41° 44′ 44″ N, 2° 10′ 21″ E / 41.745647°N,2.172467°E | IPA-29475     | Can Serratacó (Sant Quirze Safaja) · Vegeu més fotos d'aquest monument · Carregueu una nova foto d'aquest monument                             |
| Masia Corona                                                      |                 | Obra popular XVI, XVII                | Sant Quirze Safaja Camí a Can Barnils, 5                                             | 41° 44′ 28″ N, 2° 09′ 55″ E / 41.741227°N,2.165332°E | IPA-29476     | Masia Corona (Sant Quirze Safaja) · Vegeu més fotos d'aquest monument · Carregueu una nova foto d'aquest monument                              |
| Can Serracarbassa                                                 |                 | Obra popular XVII                     | Sant Quirze Safaja Camí a Can Barnils, 6                                             | 41° 44′ 43″ N, 2° 10′ 22″ E / 41.745348°N,2.172832°E | IPA-29477     | Carregueu una nova foto d'aquest monument |
| Obelisc commemoratiu                                              |                 | Obra popular XIX Inici                | Sant Quirze Safaja Camí a Can Barnils                                                | 41° 45′ 11″ N, 2° 11′ 08″ E / 41.752962°N,2.185626°E | IPA-29478     | Carregueu una nova foto d'aquest monument |
| Església de Sant Pere de Bertí                                    |                 | Romànic, gòtic XI, XVI                | Sant Quirze Safaja Ctra. C-1413, km 11,2, a 6 km, el Bertí                           | 41° 43′ 14″ N, 2° 13′ 46″ E / 41.720612°N,2.229467°E | IPA-29480     | Església de Sant Pere de Bertí (Sant Quirze Safaja) · Vegeu més fotos d'aquest monument · Carregueu una nova foto d'aquest monument            |
| Capella del Clascar                                               |                 | Obra popular XX                       | Sant Quirze Safaja Ctra. C-1413, km 11,2, a 6 km, el Bertí                           | 41° 42′ 56″ N, 2° 13′ 43″ E / 41.715503°N,2.228566°E | IPA-29481     | Capella del Clascar (Sant Quirze Safaja) · Vegeu més fotos d'aquest monument · Carregueu una nova foto d'aquest monument                       |
| Can Barnils                                                       |                 | Neoclassicisme XIX Final              | Sant Quirze Safaja Dalt la Serra                                                     | 41° 45′ 13″ N, 2° 11′ 09″ E / 41.753554°N,2.185801°E | IPA-29482     | Can Barnils (Sant Quirze Safaja) · Vegeu més fotos d'aquest monument · Carregueu una nova foto d'aquest monument                               |
| Capella de la Mare de Déu del Roser                               |                 | Obra popular XVIII Inici              | Sant Quirze Safaja Dalt del turó, Can Barnils                                        | 41° 45′ 19″ N, 2° 11′ 07″ E / 41.755269°N,2.185365°E | IPA-29483     | Capella de la Mare de Déu del Roser (Sant Quirze Safaja) · Vegeu més fotos d'aquest monument · Carregueu una nova foto d'aquest monument       |
| Ca n'Hortolà, Can Barnils                                         |                 | Gòtic tardà, Obra popular XVI         | Sant Quirze Safaja Camí de can Barnils, 11, Dalt la Serra                            | 41° 45′ 13″ N, 2° 11′ 10″ E / 41.753614°N,2.185993°E | IPA-29484     | Carregueu una nova foto d'aquest monument |
| Capella de la Mare de Déu de les Victòries                        |                 | Darreres tendències XX Mitjan         | Sant Quirze Safaja Ctra. Castellterçol - Sant Feliu, km 25, a 1.000 m, Dalt la Serra | 41° 43′ 18″ N, 2° 09′ 32″ E / 41.721702°N,2.158756°E | IPA-29485     | Carregueu una nova foto d'aquest monument |
| Cisterna de Can Barnils                                           |                 | Obra popular                          | Sant Quirze Safaja Camí de can Barnils, Dalt la Serra                                | 41° 45′ 16″ N, 2° 11′ 07″ E / 41.754371°N,2.185153°E | IPA-29486     | Cisterna de Can Barnils (Sant Quirze Safaja) · Vegeu més fotos d'aquest monument · Carregueu una nova foto d'aquest monument                   |
| Mas les Torres                                                    |                 | Obra popular XVIII Inici              | Sant Quirze Safaja Ctra C-1413, km 2,8, a 500 m                                      | 41° 43′ 05″ N, 2° 10′ 28″ E / 41.717973°N,2.174324°E | IPA-29487     | Mas les Torres (Sant Quirze Safaja) · Vegeu més fotos d'aquest monument · Carregueu una nova foto d'aquest monument                            |
| El Maset                                                          |                 | Noucentisme Josep Puig i Cadafalch XX | Sant Quirze Safaja Ctra. Mollet-Moià, km 25, a 200 m                                 | 41° 42′ 57″ N, 2° 08′ 56″ E / 41.715896°N,2.148836°E | IPA-29489     | Can Maset (Sant Quirze Safaja) · Vegeu més fotos d'aquest monument · Carregueu una nova foto d'aquest monument                                 |
| La Poua de la Pregona, pou de glaç                                |                 | Obra popular XVII                     | Sant Quirze Safaja                                                                   | 41° 43′ 41″ N, 2° 08′ 48″ E / 41.727923°N,2.146778°E | IPA-29491     | Carregueu una nova foto d'aquest monument |
| La Poua Gran de la Pregona, pou de glaç                           |                 | Obra popular XVII                     | Sant Quirze Safaja Prop del Solà                                                     | 41° 43′ 40″ N, 2° 08′ 48″ E / 41.727765°N,2.146780°E | IPA-29492     | Carregueu una nova foto d'aquest monument |
| Molí de Baix, o Molí Petit                                        |                 | Obra popular XVIII-XIX                | Sant Quirze Safaja                                                                   | 41° 42′ 37″ N, 2° 10′ 41″ E / 41.71028°N,2.178056°E  | IPA-42182     | Carregueu una nova foto d'aquest monument |

## Santa Maria d'Oló
Vegeu la llista de monuments de Santa Maria d'Oló